# Vergiate
Vergiate (Vergiàa in dialetto varesotto) è un comune italiano di 8 620 abitanti della provincia di Varese in Lombardia.
Il suo territorio si trova nella zona occidentale della provincia di Varese, in corrispondenza delle colline moreniche dello Strona, a sud est del lago di Comabbio.

## Monumenti e luoghi d'interesse

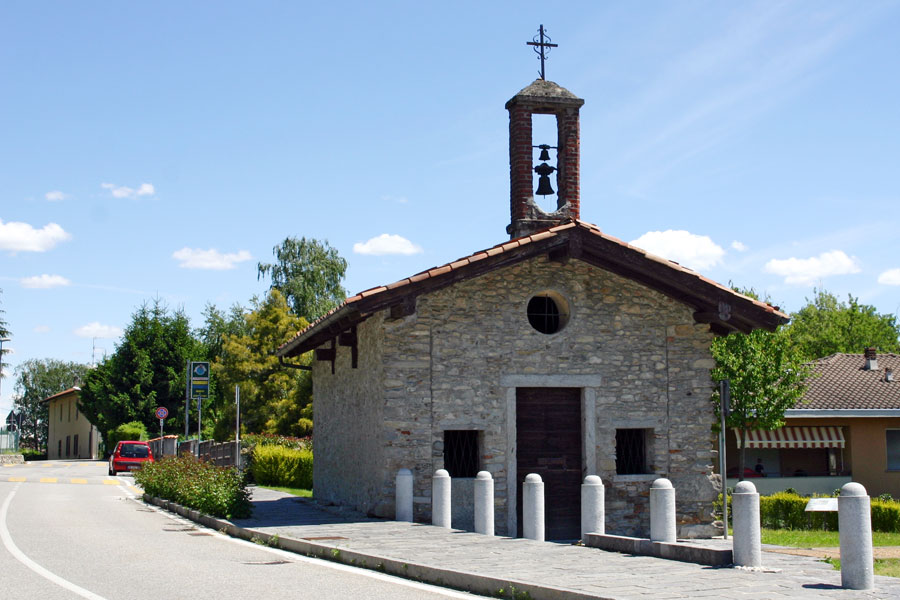
Chiesa di San Gallo

Tra i monumenti religiosi del territorio si annovera la chiesetta di San Gallo, anteriore al 1000, la chiesa di Santa Maria Assunta, la chiesa parrocchiale di San Martino (dotata di un altare seicentesco opera di Bernardino Castelli da Velate e di un organo del 1898 costruito dalla ditta Cesare Bernasconi e figlio Giovanni di Varese).
Edifici civili di interesse storico sono le torri medievali di Corgeno (ridotta a rudere), Sesona e Vergiate centro, in via della Torre.

## Società

### Evoluzione demografica
- 440 nel 1751
- 644 nel 1805
- 899 dopo annessione di Sesona nel 1809
- 1 804 dopo annessione di Cimbro, Corgeno e Cuirone nel 1811
- 772 nel 1853
- 1 048 nel 1861

Abitanti censiti

I dati ISTAT si riferiscono alla configurazione attuale del comune, e non riflettono dunque quella reale del 1861.

## Geografia antropica

### Frazioni
Il comune è formato dal capoluogo e da 4 ulteriori frazioni.
| Frazione | Abitanti |
| -------- | -------- |
| Vergiate | 4811     |
| Corgeno  | 1372     |
| Cimbro   | 1106     |
| Sesona   | 873      |
| Cuirone  | 554      |
| Totale   | 8716     |

## Economia
L'economia del comune è basata sull'industria, e in particolare quella aeronautica: ha avuto un ruolo preponderante lo stabilimento della SIAI-Marchetti, ora del gruppo Leonardo (già Finmeccanica). La produzione di aeroplani, risalente agli albori dell'aeronautica e comprendente macchine di notevole importanza, fra le quali gli idrovolanti transatlantici degli anni trenta (SIAI era l'acronimo di Società Idrovolanti Alta Italia, con stabilimento principale nella confinante Sesto Calende), nell'ambito di una riorganizzazione del gruppo Finmeccanica è stata ceduta ad Aermacchi ed è stata interamente sostituita da quella di elicotteri sotto il marchio AgustaWestland. L'economia sta comunque attraversando un processo di terziarizzazione.

## Infrastrutture e trasporti
Il comune dispone di una propria stazione ferroviaria, servita dalla linea Milano-Domodossola, ed è allacciato alla rete autostradale italiana mediante l'uscita Sesto Calende - Vergiate sul raccordo Gallarate-Gattico (che unisce l'A8 all'A26).
A Vergiate sorge inoltre un piccolo aeroporto adibito all'aviazione generale, ove ha inoltre sede operativa l'industria aeronautica Leonardo Elicotteri (erede della SIAI-Marchetti).

## Sport
Tra le associazioni sportive locali si annoverano la Canottieri di Corgeno e il Golf su Pista, alcuni tesserati del quale hanno vinto titoli nazionali italiani.
Esiste inoltre la Air Vergiate, fondata nel 1945 col nome di Aero Club Vergiate presso il locale aeroporto (di proprietà della società AgustaWestland), adibita allo svolgimento di attività di volo sportivo e corsi di pilotaggio professionali su velivolo ed elicottero. Air Vergiate dal 2006 ha trasferito la propria base operativa all'aeroporto di Biella-Cerrione mentre il centro di addestramento teorico e la sede legale sono ubicate presso l'ex idroscalo di Sant'Anna, nel comune di Sesto Calende.
Altre società sportive presenti nel territorio di Vergiate sono la società calcistica Vergiatese (attiva in ambito dilettantistico locale) e i centri ippici della Garzonera (situata in zona Sesona) e del Fiordaliso (in zona Corgeno).